# Tour de France 2000
Tour de France 2000 byl v pořadí 87. ročník nejslavnějšího cyklistického etapového závodu světa, proběhl mezi 1. a 23. červencem 2000. Odstartoval úvodní časovkou ve Futuroskopu a skončil tradičně pod pařížským Vítězným obloukem.
Celkovou klasifikaci tohoto ročníku Tour vyhrál Američan Lance Armstrong, ale v říjnu 2012 mu byl tento titul spolu se všemi ostatními odebrán. V ročníku 2000 byla obnovena tradice udělování bílého trikotu nejlepšímu jezdci do 25 let

## Seznam etap
| Etapa | Datum  | Trasa                                   | Vzdálenost          | Typ etapy           | Typ etapy           | Vítěz etapy                |
| ----- | ------ | --------------------------------------- | ------------------- | ------------------- | ------------------- | -------------------------- |
| 1     | 1. 7.  | Futuroscope                             | 16,5 km (10,3 mi)   |                     | Časovka jednotlivců | David Millar (GBR)         |
| 2     | 2. 7.  | Futuroscope – Loudun                    | 194,0 km (120,5 mi) |                     | Rovinatá etapa      | Tom Steels (BEL)           |
| 3     | 3. 7.  | Loudun – Nantes                         | 161,5 km (100,4 mi) |                     | Rovinatá etapa      | Tom Steels (BEL)           |
| 4     | 4. 7.  | Nantes – Saint-Nazaire                  | 70,0 km (43,5 mi)   |                     | Časovka družstev    | ONCE                       |
| 5     | 5. 7.  | Vannes – Vitré                          | 202,0 km (125,5 mi) |                     | Rovinatá etapa      | Marcel Wüst (GER)          |
| 6     | 6. 7.  | Vitré – Tours                           | 198,5 km (123,3 mi) |                     | Rovinatá etapa      | Leon van Bon (NED)         |
| 7     | 7. 7.  | Tours – Limoges                         | 205,5 km (127,7 mi) |                     | Rovinatá etapa      | Christophe Agnolutto (FRA) |
| 8     | 8. 7.  | Limoges – Villeneuve-sur-Lot            | 203,5 km (126,4 mi) |                     | Rovinatá etapa      | Erik Dekker (NED)          |
| 9     | 9. 7.  | Agen – Dax                              | 181,0 km (112,5 mi) |                     | Rovinatá etapa      | Paolo Bettini (ITA)        |
| 10    | 10. 7. | Dax – Hautacam                          | 205,0 km (127,4 mi) |                     | Horská etapa        | Javier Otxoa (ESP)         |
| 11    | 11. 7. | Bagnères-de-Bigorre – Revel             | 218,5 km (135,8 mi) |                     | Kopcovitá etapa     | Erik Dekker (NED)          |
|       | 12. 7. | Provence                                | Provence            |                     | Odpočinkový den     | Odpočinkový den            |
| 12    | 13. 7. | Carpentras – Mont Ventoux               | 149,0 km (92,6 mi)  |                     | Horská etapa        | Marco Pantani (ITA)        |
| 13    | 14. 7. | Avignon – Draguignan                    | 185,5 km (115,3 mi) |                     | Rovinatá etapa      | José Vicente Garcia (ESP)  |
| 14    | 15. 7. | Draguignan – Briançon                   | 249,5 km (155,0 mi) |                     | Horská etapa        | Santiago Botero (COL)      |
| 15    | 16. 7. | Briançon – Courchevel                   | 173,5 km (107,8 mi) |                     | Horská etapa        | Marco Pantani (ITA)        |
|       | 17. 7. | Courchevel                              | Courchevel          |                     | Odpočinkový den     | Odpočinkový den            |
| 16    | 18. 7. | Courchevel – Morzine                    | 196,5 km (122,1 mi) |                     | Horská etapa        | Richard Virenque (FRA)     |
| 17    | 19. 7. | Évian-les-Bains – Lausanne              | 155,0 km (96,3 mi)  |                     | Kopcovitá etapa     | Erik Dekker (NED)          |
| 18    | 20. 7. | Lausanne – Freiburg im Breisgau         | 246,5 km (153,2 mi) |                     | Rovinatá etapa      | Salvatore Commesso (ITA)   |
| 19    | 21. 7. | Freiburg – Mylhúzy                      | 58,5 km (36,4 mi)   |                     | Časovka jednotlivců | Lance Armstrong (USA)      |
| 20    | 22. 7. | Belfort – Troyes                        | 254,5 km (158,1 mi) |                     | Rovinatá etapa      | Erik Zabel (GER)           |
| 21    | 23. 7. | Paříž (Eiffelova věž ) – Champs-Élysées | 138,0 km (85,7 mi)  |                     | Rovinatá etapa      | Stefano Zanini (ITA)       |
|       | Celkem | Celkem                                  | 3 662 km (2 275 mi) | 3 662 km (2 275 mi) | 3 662 km (2 275 mi) | 3 662 km (2 275 mi)        |

## Držení trikotů
| Etapa               | Vítěz etapy          | Celková klasifikace                 | Bodovací soutěže            | Vrchařská soutěž                 | Mladý jezdec                   | Soutěž týmů                    | Nejaktivnější jezdec             |
| ------------------- | -------------------- | ----------------------------------- | --------------------------- | -------------------------------- | ------------------------------ | ------------------------------ | -------------------------------- |
| 1                   | David Millar         | David Millar                        | David Millar                | Marcel Wüst                      | David Millar                   | U.S. Postal Service            | žádné ocenění                    |
| 2                   | Tom Steels           | David Millar                        | Tom Steels                  | Marcel Wüst                      | Erik Dekker                    | U.S. Postal Service            | Erik Dekker                      |
| 3                   | Tom Steels           | David Millar                        | Tom Steels                  | Marcel Wüst                      | Jens Voigt                     | U.S. Postal Service            | Jens Voigt                       |
| 4                   | ONCE                 | Laurent Jalabert                    | Tom Steels                  | Marcel Wüst                      | David Cañada                   | ONCE                           | Jens Voigt                       |
| 5                   | Marcel Wüst          | Laurent Jalabert                    | Tom Steels                  | Paolo Bettini                    | David Cañada                   | ONCE                           | Jens Voigt                       |
| 6                   | Leon van Bon         | Alberto Elli                        | Tom Steels                  | Paolo Bettini                    | Salvatore Commesso             | Rabobank                       | Jens Voigt                       |
| 7                   | Christophe Agnolutto | Alberto Elli                        | Marcel Wüst                 | Paolo Bettini                    | Salvatore Commesso             | Rabobank                       | Jens Voigt                       |
| 8                   | Erik Dekker          | Alberto Elli                        | Marcel Wüst                 | Erik Dekker                      | Salvatore Commesso             | Rabobank                       | Erik Dekker                      |
| 9                   | Paolo Bettini        | Alberto Elli                        | Erik Zabel                  | Erik Dekker                      | Salvatore Commesso             | Rabobank                       | Paolo Bettini                    |
| 10                  | Javier Otxoa         | Lance Armstrong                     | Erik Zabel                  | Javier Otxoa                     | Francisco Mancebo              | Rabobank                       | Javier Otxoa                     |
| 11                  | Erik Dekker          | Lance Armstrong                     | Erik Zabel                  | Javier Otxoa                     | Francisco Mancebo              | Rabobank                       | Santiago Botero                  |
| [12                 | Marco Pantani        | Lance Armstrong                     | Erik Zabel                  | Javier Otxoa                     | Francisco Mancebo              | Banesto                        | Christophe Agnolutto             |
| 13                  | José Vicente García  | Lance Armstrong                     | Erik Zabel                  | Javier Otxoa                     | Francisco Mancebo              | Banesto                        | Didier Rous                      |
| 14                  | Santiago Botero      | Lance Armstrong                     | Erik Zabel                  | Santiago Botero                  | Francisco Mancebo              | Banesto                        |                                  |
| 15                  | Marco Pantani        | Lance Armstrong                     | Erik Zabel                  | Santiago Botero                  | Francisco Mancebo              | Banesto                        | Santiago Botero                  |
| 16                  | Richard Virenque     | Lance Armstrong                     | Erik Zabel                  | Santiago Botero                  | Francisco Mancebo              | Kelme–Costa Blanca             | Santiago Botero                  |
| 17                  | Erik Dekker          | Lance Armstrong                     | Erik Zabel                  | Santiago Botero                  | Francisco Mancebo              | Kelme–Costa Blanca             | Massimiliano Lelli               |
| 18                  | Salvatore Commesso   | Lance Armstrong                     | Erik Zabel                  | Santiago Botero                  | Francisco Mancebo              | Kelme–Costa Blanca             | Jacky Durand                     |
| 19                  | Lance Armstrong      | Lance Armstrong                     | Erik Zabel                  | Santiago Botero                  | Francisco Mancebo              | Kelme–Costa Blanca             | žádné ocenění                    |
| 20                  | Erik Zabel           | Lance Armstrong                     | Erik Zabel                  | Santiago Botero                  | Francisco Mancebo              | Kelme–Costa Blanca             | François Simon                   |
| 21                  | Stefano Zanini       | Lance Armstrong                     | Erik Zabel                  | Santiago Botero                  | Francisco Mancebo              | Kelme–Costa Blanca             | Massimo Apollonio                |
| Konečné pořadí 2000 | Konečné pořadí 2000  | Celková klasifikace Lance Armstrong | Bodovací soutěže Erik Zabel | Vrchařská soutěž Santiago Botero | Mladý jezdec Francisco Mancebo | Soutěž týmů Kelme–Costa Blanca | Nejaktivnější jezdec Erik Dekker |

## Pořadí
| Pořadí | Závodník                | Tým                 | Čas      |
| ------ | ----------------------- | ------------------- | -------- |
| 1      | Lance Armstrong (USA)   | U.S. Postal Service | 92:33:08 |
| 2      | Jan Ullrich (GER)       | Team Telekom        | + 6:02   |
| 3      | Joseba Beloki (ESP)     | Festina             | + 10:04  |
| 4      | Christophe Moreau (FRA) | Festina             | + 10:34  |
| 5      | Roberto Heras (ESP)     | Kelme–Costa Blanca  | + 11:50  |
| 6      | Richard Virenque (FRA)  | Team Polti          | + 13:26  |
| 7      | Santiago Botero (COL)   | Kelme–Costa Blanca  | + 14:18  |
| 8      | Fernando Escartín (ESP) | Kelme–Costa Blanca  | + 17:21  |
| 9      | Francisco Mancebo (ESP) | Banesto             | + 18:09  |
| 10     | Daniele Nardello (ITA)  | Mapei-Quick Step    | + 18:25  |